# Propiedad física

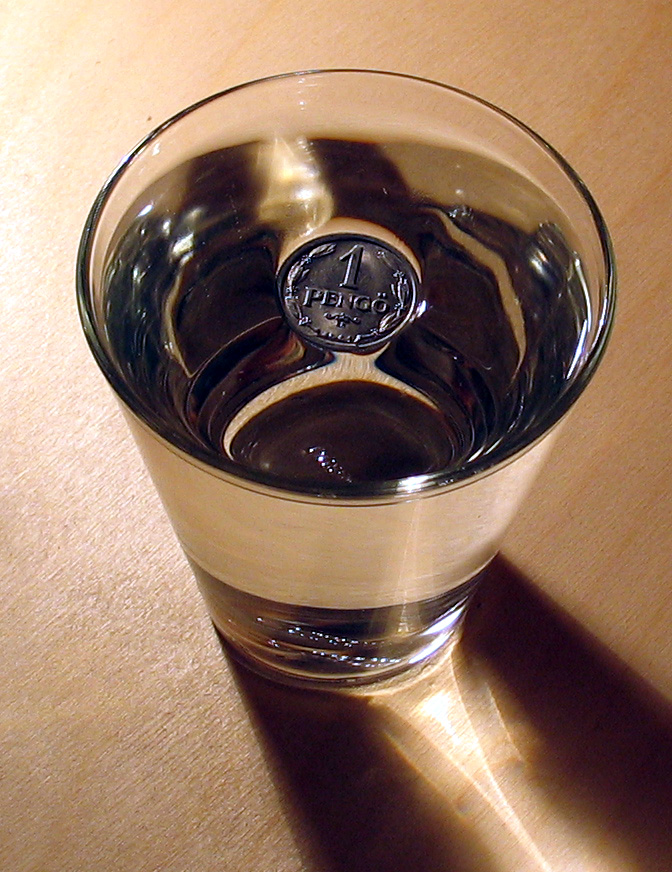
Una moneda flotando en el agua, demostrando así la propiedad física de la tensión superficial

Una propiedad física es cualquier propiedad  susceptible de ser medida, usualmente se asume que el conjunto de propiedades físicas define el estado de un sistema físico. Los cambios en las propiedades físicas de un sistema describen sus transformaciones y su evolución temporal entre estados instantáneos. Las propiedades físicas a veces se denominan observables (especialmente en mecánica cuántica). 
Las propiedades físicas se pueden clasificar en propiedades intensivas y extensivas. Una propiedad intensiva no depende del tamaño de la extensión del sistema, o de la cantidad de material del sistema, mientras que una propiedad extensiva exhibe un comportamiento agregativo o aditivo. Estas clasificaciones sólo pueden mantenerse válidas cuando las subdivisiones más pequeñas de la muestra no interaccionan entre sí en un determinado proceso físico o químico. Las propiedades también pueden ser clasificadas respecto a su distribución geométrica en homogéneas y heterogéneas o en isotrópicas .
En la práctica puede ser difícil decidir si una determinada propiedad es una propiedad material o no. Por ejemplo, el color puede ser visto y medido, sin embargo, lo que cada persona percibe como color es una interpretación de las propiedades reflectivas de una superficie expuesta a la luz, pero depende de numerosos factores biofísicos y psicológicos asociados a la percepción y que dependen del observador y no del objeto observado. En esos casos algunas propiedades físicas se denominan supervenientes. Una propiedad es superveniente si está asociada a una propiedad física real objetiva pero tiene aspectos secundarios diferentes de los que subyacen a la propiedad física real. Esto se asemeja a la manera en que los objetos su supervenientes respecto a la estructura atómica. Una taza podría tener propiedades físicas como la masa, la forma, el color, la temperatura pero estas propiedades son supervenientes respecto a la estructura atómica de la taza.
Las propiedades físicas se diferencian de las propiedades químicas que determinan la manera en que un objeto se comporta durante una determinada reacción química.

## Física
En física, las propiedades físicas son aquellas cuyas características o cualidades son expresadas por teorías y leyes de la física y son matemáticamente representadas por funciones de magnitudes físicas. Su interacción con objetos –y sus propiedades-, bajo leyes físicas establecidas, permite predecir comportamientos y descubrir propiedades o partículas nunca antes observadas (como el bosón de Higgs). Ejemplos de propiedades físicas: la masa, la velocidad, el tiempo, la energía.
"Las magnitudes físicas son conceptos que representan a una propiedad física y están referidas a objetos concretos. Así, la distancia de una partícula p y el tiempo que tarda en recorrerla, son magnitudes físicas de p. De otro lado, la distancia y el tiempo en sí mismos, sin referencia a objetos, son propiedades físicas del espacio-tiempo."
Propiedades descubiertas en física cuántica como el espín, el confinamiento del color o los hamiltonianos son consideradas no mensurables. No cumplen el requisito de ser medibles en la definición clásica de magnitud física, con lo cual cabría replantear o extender su definición.

## Química
En química, una propiedad física es una característica de la materia que se manifiesta sin alterar su composición química. Puede ser detectada o medida experimentalmente sin generar reacciones químicas ni modificaciones en la estructura molecular del material. Ejemplos: el color, la rugosidad, la congelación del agua, el olor.

## Lista de propiedades físicas
Las propiedades físicas de un objeto que se usan tradicionalmente en mecánica clásica se denominan propiedades mecánicas. Las propiedades físicas de un objeto incluyen entre otras:
| - absorción - absorción óptica - albedo - área - calor específico - calor latente - capacidad eléctrica - carga eléctrica - color - sensibilidad - concentración - conductividad eléctrica - conductividad térmica - densidad másica - rotura dieléctrica - ductilidad - dureza | - elasticidad - espectro de emisión - flujo magnético - flujo volumétrico - fragilidad - frecuencia - impedancia - inductancia - intensidad - intensidad de corriente - intensidad del campo eléctrico - intensidad del campo magnético - irradiancia - longitud | - luminancia - luminiscencia - lustre - maleabilidad - masa - momento angular - momento lineal - momento magnético - opacidad - permeabilidad - permitividad - plasticidad - presión - potencial eléctrico - punto de ebullición - punto de fusión | - radiancia - reflectividad - refractividad - resistencia mecánica - resistividad - rigidez - solubilidad - temperatura - tensión mecánica - velocidad - viscoelasticidad - viscosidad - volumen |